# Ipconazol
Ipconazol ist ein Gemisch mehrerer stereoisomerer chemischer Verbindungen aus der Gruppe der Triazole. Es wird als Pflanzenschutzmittel verwendet.

## Gewinnung und Darstellung
Ipconazol kann durch eine mehrstufige Reaktion ausgehend von 2-Methoxycarbonylcyclopentanon gewonnen werden.

## Stereochemie

Nummerierung der Stereozentren von Ipconazol

Bei der Betrachtung der Stereoisomere von Ipconazol wird folgende Nummerierung der Stereozentren am Cyclopentanring verwendet:
- an Position 1 ist eine Hydroxygruppe gebunden,
- an Position 2 ist ein p-Chlorbenzylrest gebunden und
- an Position 5 ist eine Isopropylgruppe gebunden.

Übertragen auf die nachfolgende Tabelle führt es dazu, dass das Racemat in der ersten Zeile aus dem (1S,2R,5S)-Isomer und dem (1R,2S,5R)-Isomer besteht. Die  Nomenklatur der weiteren Stereoisomere folgt dem gleichen Prinzip.
Allgemein betrachtet bilden chemische Verbindungen mit mehreren Stereozentren bis zu 2n Stereoisomere. Dabei ist n die Anzahl der Stereozentren. Demnach gibt es bei Ipconazol 8 Stereoisomere, die auch experimentell bestätigt sind.
Laut des Bundesamtes für Verbraucherschutz und Lebensmittelsicherheit enthält der technische Wirkstoff, der als Fungizid verwendet wird, vier Stereoisomere. Das sind die zwei Racemate, die in der Tabelle in den oberen beiden Zeilen dargestellt sind:
| Vier racemische Diastereomerenpaare | Vier racemische Diastereomerenpaare |
| ----------------------------------- | ----------------------------------- |
| CAS-Nummer: 115850-69-6             |                                     |
| CAS-Nummer: 115937-89-8             |                                     |
| CAS-Nummer: 115937-88-7             |                                     |
| CAS-Nummer: 115937-91-2             |                                     |

## Eigenschaften
Ipconazol ist ein farbloser Feststoff, der praktisch unlöslich in Wasser ist. Es liegt als 9:1 cis-,cis-,:cis-,trans-Stereoisomerengemisch vor.

## Verwendung
Ipconazol wird als Fungizid verwendet. Es wurde von Kureha entwickelt und 1993 auf den Markt gebracht. Es wirkt durch Hemmung der Sterol-Biosynthese, indem es die Demethylierung am Kohlenstoff-Atom C14 des Steroid-Gerüsts hemmt. Es wird gegen ein breites Spektrum von Pilzerkrankungen vor allem in Reis-, aber auch in anderen Kulturen eingesetzt.

## Zulassung
Ab dem 1. September 2014 war die Verwendung dieser Verbindung in Pflanzenschutzmitteln in der EU zugelassen, auch in Deutschland und Österreich. Die Zulassung lief zum 31. Mai 2023 aus. Bis zum 31. August mussten die EU-Mitgliedstaaten die Zulassung von Ipconazol-haltigen Pflanzenschutzmitteln aufheben. Als Abverkaufs- und Aufbrauchfrist wurde der 29. Februar 2024 festgelegt. In der Schweiz sind aktuell keine Pflanzenschutzmittel mit diesem Wirkstoff zugelassen.

## Sicherheitshinweise
Ipconazol steht aufgrund seiner Toxizität auf der Schwarzen Liste der Pestizide von Greenpeace.